# Saurita pellucida
Saurita pellucida là một loài bướm đêm thuộc phân họ Arctiinae. Loài này được Schaus mô tả năm 1892. Loài này có ở Brasil (Rio de Janeiro).